# روبن كوخ
روبن كوخ (بالألمانية: Robin Koch)‏ (17 يوليو 1996 بكايسرسلاوترن في ألمانيا - ) هو لاعب كرة قدم ألماني في مركز الدفاع.

## مسيرته الكروية
لعب روبن كوخ خلال مسيرته الاحترافية مع 4 أندية في سبعة مواسم وسجل خلالها 7 أهداف ضمن 156 مباراة. ولم يفز بأي موسم بالكأس أو بالدوري.
خاض روبن كوخ مسيرته مع اينتراخت ترير 05 ‏ في موسم 2014–15 لمدة موسم واحد، مشاركًا في 23 مباراة سجل خلالها هدفين. ثم انتقل إلى 1. FC Kaiserslautern II ‏ في موسم 2015–16 لمدة موسم واحد، حيث شارك في 24 مباراة سجل خلالها هدفًا واحدًا. لينتقل بعدها إلى نادي كايزرسلاوترن في موسم 2016–17 ولمدة موسمين، مشاركًا في 27 مباراة ولم يسجل أي هدف. ثم انتقل إلى نادي فرايبورغ في موسم 2017–18 واستمر معه طيلة ثلاثة مواسم، مشاركًا في 82 مباراة سجل خلالها 4 أهداف.

## روابط خارجية
- روبن كوخ على موقع الاتحاد الأوربي (الإنجليزية)
- روبن كوخ على موقع إي إس بي إن إف سي (الإنجليزية)
- روبن كوخ على موقع قاعدة بيانات كرة القدم.إي يو (الإنجليزية)
- روبن كوخ على موقع بيانات كرة القدم. دي إي (الألمانية)
- روبن كوخ على موقع ناشيونال فوتبول تيمز (الإنجليزية)
- روبن كوخ على موقع Soccerbase.com (لاعب) (الإنجليزية)
- روبن كوخ على موقع Soccerway.com (الإنجليزية)
- روبن كوخ على موقع عالم كرة القدم.نت (الإنجليزية)